# Kolá San Jon é Festa di Kau Berdi
Kolá San Jon é Festa di Kau Berdi (Kapverdisches Kreol für: Kolá San Jon ist das Fest der Kapverden) ist ein Dokumentarfilm des portugiesischen Regisseurs Rui Simões aus dem Jahr 2011. Er beschäftigt sich mit dem alljährlichen kapverdischen Fest Kolá San Jon, das für seinen charakteristischen Straßentanz bekannt ist und einen hohen Identitätswert für die Menschen von den Ilhas de Barlavento hat, insbesondere den beiden östlichsten und bevölkerungsreichsten Inseln São Vicente und Santo Antão.

## Inhalt
Im Großraum Lissabon gilt das Viertel Cova da Moura als Sozialer Brennpunkt, ist jedoch auch ein Hotspot für Traditionen aus Kap Verde, von wo ein Großteil der Bewohner stammt oder dort Wurzeln hat. Die Menschen dort halten kapverdische Traditionen und Kultur als wichtiges Identität-stiftendes Element wach. Und so feiern sie alljährlich die Kolá San Jon, die kapverdische Variante der portugiesischen Festas de São João (auch Festas Juninas, Teil der Santos Populares) zu Ehren von São João Baptista (Johannes der Täufer), alljährlich zum 21. Juni.
Zu Kolá San Jon (portugiesisch etwa Colar pelo São João, deutsch etwa: Ankleben zu Sankt Johann), laufen Trommelgruppen durch die Straßen und Menschen laufen mit ihnen und tanzen dabei aufeinander zu und stoßen ihre Becken aneinander, worauf sich das „Ankleben“ bezieht.
Der Film zeigt Einwohner des Viertels, die diese Tradition wachhalten, und begleitet sie auf einer Reise zu den Festlichkeiten in ihre Heimat São Vicente, die kapverdische Insel, wo die Tradition am lebendigsten ist. Der Zuschauer sieht nicht nur das Fest, sondern auch die Freude der Reisenden, zu dem Fest in ihre Heimat zu kommen und ihre Wurzeln wiederzufinden.

## Rezeption und Produktion
Kolá San Jon é Festa di Kau Berdi hatte ein Budget von etwa 100.000 Euro und wurde von der portugiesischen Real Ficção (Rui Simões) und der kapverdischen Mar Alto (Bia Borges) produziert, mit finanzieller Unterstützung der portugiesischen Filmförderungsanstalt ICA, des portugiesischen öffentlich-rechtlichen Fernsehsenders RTP und des portugiesischen Kulturinstituts Instituto Camões.
Nach Ilha da Cova da Moura (2010) kam der Regisseur Rui Simões mit diesem Film erneut nach Cova da Moura.
Der Film hatte am 17. Mai 2012 seine offizielle Premiere und erschien 2012 als DVD bei Real Ficção.